# طريق إلى الهند (فلم)
طريق إلى الهند (بالإنجليزية: A Passage to India) هو فيلم دراما تم إنتاجه في الولايات المتحدة والمملكة المتحدة وصدر في سنة 1984. الفيلم من إخراج ديفيد لين.

## بطولة
- بيغي أشكروفت
- أليك غينيس

### ترشيحات وجوائز
| السنة | الحدث  | الفئة               | النتيجة  |
| ----- | ------ | ------------------- | -------- |
|       | أوسكار | أفضل موسيقى تصويرية | فـــــوز |

## الميزانية والإيرادات
حقق أرباحا تقدر بـ 27,187,653 () دولار.

## وصلات خارجية
- مقالات تستعمل روابط فنية بلا صلة مع ويكي بيانات

1. ↑  "معلومات عن طريق إلى الهند (فيلم) على موقع port.hu". port.hu. مؤرشف من الأصل في 2019-12-10.
2. ↑  "معلومات عن طريق إلى الهند (فيلم) على موقع themoviedb.org". themoviedb.org. مؤرشف من الأصل في 2014-09-12.
3. ↑  "معلومات عن طريق إلى الهند (فيلم) على موقع bfi.org.uk". bfi.org.uk. مؤرشف من الأصل في 2019-03-19.